# NGC 3127
NGC 3127 је спирална галаксија у сазвежђу Хидра која се налази на NGC листи објеката дубоког неба.
Деклинација објекта је - 16° 7' 34" а ректасцензија 10h 6m 24,7s. Привидна величина (магнитуда) објекта NGC 3127 износи 13,8 а фотографска магнитуда 14,6. NGC 3127 је још познат и под ознакама MCG -3-26-22, PGC 29357.